# أيوبيو حماة
الأيوبيون أو أيوبيو حماة: فرع من السلالة الأيوبية حكم في حماة ما بين 1178-1284 م.
قائمة الحكام:
|   | الحاكم                             | الحياة    | الحكم     |
| - | ---------------------------------- | --------- | --------- |
| 1 | تقي الدين عمر بن توران شاه بن أيوب | ....-.... | 1178-1191 |
| 2 | المنصور أحمد بن عمر                | ....-.... | 1191-1220 |
| 3 | الناصر قلج أرسلان بن سليمان        | ....-.... | 1220-1229 |
| 4 | المظفر محمود بن سليمان             | ....-.... | 1229-1244 |
| 5 | المنصور محمد بن محمود              | ....-.... | 1244-1274 |
| 6 | المظفر محمود بن محمد               | ....-.... | 1284-1284 |

## المصدر
- الأيوبيون في حماة